# 烟田
烟田（かまた）とは、茨城県鉾田市にある地名。1番地から2683番地まで、全部で239番地まである。

## 地理
鉾田市の中央部に位置する。霞ヶ浦の北浦に接している。
北には小学校、中央には寺、神社、農場がある。

### 地価
坪単価2万円（2019年現在）

## 歴史
1889年（明治22年）- 新宮尋常小学校が烟田十王地に開校。

### 町名の変遷
| 実施後               | 実施年月日     | 実施前（各町名ともその一部） |
| -------------------- | -------------- | ---------------------------- |
| 鹿島郡烟田村         | 天保期以降     | 鹿島郡鎌田村                 |
| 鹿島郡烟田村         | 天保期以降     | 鹿島郡鎌田新田村             |
| 鹿島郡新宮村         | 1889年         | 烟田村                       |
| 鹿島郡新宮村         | 1889年         | 白塚村                       |
| 鹿島郡新宮村         | 1889年         | 大竹村                       |
| 鹿島郡新宮村         | 1889年         | 安塚村                       |
| 鹿島郡鉾田町大字烟田 | 1982年         | 新宮村                       |
| 鉾田市烟田           | 2005年10月11日 | 鹿島郡鉾田町大字烟田         |

## 交通
- 鹿島臨海鉄道大洗鹿島線新鉾田駅から2分（937m）[14]
- 東関東自動車道鉾田インターチェンジから12分（5.6km）[15]

## 施設
- 鉾田市立鉾田南小学校
- 新宮神社
- 寿徳寺[11]
- 鉾田農場
- アベイル 鉾田店
- ファッションセンターしまむら鉾田店
- 烟田城跡[11]